# 全6場所制覇
全6場所制覇（ぜんろくばしょせいは）とは大相撲で年6場所開催される本場所のすべてで幕内最高優勝を達成することである。

## 概要
6回以上幕内最高優勝する実力が必要とされ、また開催地や開催時期にも左右されない安定感も求められる。このことから大力士の目安のひとつとされることも多い。テニスやゴルフなどで言うグランドスラムと同様、運不運も多分に関わる記録でもあるが、2020年現在では10回以上優勝して全6場所制覇を達成できなかった力士は存在しない（ただし年6場所になった時点ですでに現役後半だった栃錦・初代若乃花を除く）。
この記録が注目されるようになったきっかけは曙の時代あたりからであり、本格的に論じられるようになったことは比較的新しい。2008年7月場所において白鵬がこの記録を達成したときには朝日新聞・毎日新聞（いずれも2008年7月26日付）をはじめとして複数のスポーツ新聞においても過去にさかのぼって記録達成者の一覧が掲載され、偉業として扱われることが定着した。2024年1月場所終了時点で、達成者は11人である。
ある特定の年に開催される6場所全てで優勝を達成する場合「年6場所完全制覇」と称される。これを達成した力士は2005年の朝青龍が唯一である。
全6場所全勝制覇を達成した力士は白鵬が唯一である（2015年1月場所制覇）。

## 歴代達成者
| 達成者     | 1月場所 （東京・初場所） | 3月場所 （大阪・春場所） | 5月場所 （東京・夏場所） | 7月場所 （名古屋場所） | 9月場所 （東京・秋場所） | 11月場所 （福岡・九州場所） | 通算 優勝回数 |
| ---------- | ------------------------ | ------------------------ | ------------------------ | ---------------------- | ------------------------ | --------------------------- | ------------- |
| 大鵬       | 1962年（5）              | 1963年（10）             | 1963年（11）             | 1961年（2）            | 1961年（3）              | 1960年（1）                 | 32回          |
| 北の富士   | 1970年（3）              | 1967年（1）              | 1970年（4）              | 1970年（5）            | 1971年（7）              | 1969年（2）                 | 10回          |
| 輪島       | 1977年（10）             | 1974年（5）              | 1972年（1）              | 1974年（6）            | 1973年（3）              | 1973年（4）                 | 14回          |
| 北の湖     | 1974年（1）              | 1977年（8）              | 1974年（2）              | 1978年（13）           | 1977年（9）              | 1976年（7）                 | 24回          |
| 千代の富士 | 1981年（1）              | 1982年（4）              | 1982年（5）              | 1981年（2）            | 1985年（13）             | 1981年（3）                 | 31回          |
| 曙         | 1993年（3）              | 1994年（7）              | 1992年（1）              | 1993年（4）            | 1993年（5）              | 1992年（2）                 | 11回          |
| 貴乃花     | 1992年（1）              | 1996年（12）             | 1993年（3）              | 1995年（10）           | 1992年（2）              | 1994年（7）                 | 22回          |
| 武蔵丸     | 1998年（3）              | 1999年（4）              | 1999年（5）              | 1994年（1）            | 1999年（6）              | 1996年（2）                 | 12回          |
| 朝青龍     | 2003年（2）              | 2004年（6）              | 2003年（3）              | 2004年（8）            | 2003年（4）              | 2002年（1）                 | 25回          |
| 白鵬       | 2008年（6）              | 2007年（2）              | 2006年（1）              | 2008年（7）            | 2007年（4）              | 2007年（5）                 | 45回          |
| 照ノ富士   | 2024年（9）              | 2021年（3）              | 2015年（1）              | 2020年（2）            | 2021年（5）              | 2021年（6）                 | 10回          |

- 年は各場所の初優勝の年。（）内はその時点での優勝回数。太字は該当場所の優勝で6場所制覇達成。

達成者はすべて最高位は横綱で、大関以下で7回優勝の最多記録を持つ貴乃花も横綱昇進後に全場所制覇を達成している。
武蔵丸は、初優勝から6回目の優勝で全場所制覇を達成した。ただし初優勝から6回目の優勝まで5年2ヶ月を要している。スピード達成だったものは朝青龍の初優勝から1年8ヶ月で、8回目の優勝で達成。北の富士と曙と白鵬も7回目の優勝で全場所制覇を達成している。
逆に難産北の湖と千代の富士は、ともに13回目の優勝でようやく全場所制覇。貴乃花の12回目、大鵬の11回目の優勝での達成がこれに次ぐ。経過年数という意味合いでは、照ノ富士の初優勝から8年8ヶ月が最長で、9回目の優勝で達成。

### 参考・年6場所制以後入幕で全6場所全勝優勝の力士
| 達成者 | 1月場所         | 3月場所        | 5月場所       | 7月場所       | 9月場所        | 11月場所       | 通算 全勝優勝回数 |
| ------ | --------------- | -------------- | ------------- | ------------- | -------------- | -------------- | ----------------- |
| 白鵬   | 2015年（11/33） | 2009年（3/10） | 2007年（1/3） | 2008年（2/7） | 2010年（6/16） | 2009年（4/12） | 16回              |

- 年は各場所の全勝初優勝の年。（ / ）の左はその時点での全勝優勝回数、右はその時点での優勝回数。太字は該当場所の優勝で6場所制覇達成。

### 参考・年間完全制覇
年間完全制覇とは、ある年の開催される全ての場所の優勝をすることを指し、1場所15日制・年6場所制以降では、達成したのは朝青龍のみである。
- 備考

2005年の全場所優勝

### 参考・年6場所制以前入幕で5場所優勝の力士
| 達成者 | 1月場所 | 3月場所 | 5月場所 | 7月場所 | 9月場所 | 11月場所 | 通算 優勝回数 |
| ------ | ------- | ------- | ------- | ------- | ------- | -------- | ------------- |
| 栃錦   | 1960年  | 1953年  | 1954年  | 1959年  | 1952年  | -        | 10回          |
| 若乃花 | 1958年  | 1960年  | 1956年  | 1958年  | 1958年  | -        | 10回          |

全6場所制覇達成の前提条件は年6場所制以後の力士となるが過渡期における第一人者、栃若時代の両雄が5場所までで優勝達成している。
栃錦は戦前の1939年の初土俵で初優勝の1952年でさえ年3場所制、一番優勝と縁のなかった1月場所での初優勝が1960年で初土俵から21年目でこれが最後の優勝だった。
ともに11月場所での優勝だけがなかったが同場所は1957年の新設から4年連続で大関以下が優勝、「横綱の優勝できない場所」のジンクスは栃錦の引退後の1961年に破られた（優勝は大鵬）。1958年には、14日目まで若乃花12勝1敗1分、朝汐13勝1敗で、千秋楽結びの一番で対戦し、朝汐に敗れて優勝を逃した。
このほか、全場所制覇をあと1場所で逃した5場所で優勝の力士では玉の海がいて1月場所だけ優勝がなかったが現役死した1971年には初日から14連勝しながら千秋楽で大鵬に逆転され32回目最後の優勝を許している（なお玉の海の優勝回数は最終的に6回で、この時に優勝していれば「全場所制覇した力士の最終優勝回数が7回」という最少記録になっていた）。

## 場所別優勝回数
| 力士       | 1月 場所 | 3月 場所 | 5月 場所 | 7月 場所 | 9月 場所 | 11月 場所 | 東京 場所 | 地方 場所 | 通算 |
| ---------- | -------- | -------- | -------- | -------- | -------- | --------- | --------- | --------- | ---- |
| 白鵬       | 4        | 9        | 8        | 8        | 7        | 9         | 19        | 26        | 45   |
| 大鵬       | 6        | 5        | 4        | 4        | 6        | 7         | 16        | 16        | 32   |
| 千代の富士 | 5        | 3        | 4        | 6        | 4        | 9         | 13        | 18        | 31   |
| 朝青龍     | 6        | 4        | 3        | 4        | 4        | 4         | 13        | 12        | 25   |
| 北の湖     | 6        | 5        | 7        | 2        | 3        | 1         | 16        | 8         | 24   |
| 貴乃花     | 4        | 2        | 5        | 4        | 6        | 1         | 15        | 7         | 22   |
| 輪島       | 1        | 2        | 2        | 4        | 2        | 3         | 5         | 9         | 14   |
| 武蔵丸     | 1        | 2        | 2        | 1        | 3        | 3         | 6         | 6         | 12   |
| 曙         | 1        | 2        | 2        | 2        | 1        | 3         | 4         | 7         | 11   |
| 北の富士   | 1        | 2        | 2        | 1        | 2        | 2         | 5         | 5         | 10   |
| 照ノ富士   | 1        | 1        | 4        | 2        | 1        | 1         | 8         | 2         | 10   |